# Autorretratos de pintores mexicanos
El 31 de mayo de 1946, un grupo de pintores, escultores, escritores, coleccionistas y funcionarios públicos celebraron el cumpleaños número 50 del ingeniero tamaulipeco Marte R. Gómez Segura; organizados por Fernando Gamboa, Inés Amor y Diego Rivera idearon regalar al mecenas y promotor del arte autorretratos de los más destacados artistas de la época, tanto de la Escuela Mexicana de Pintura como de la disidencia. 
En el texto de la invitación, se leía: Un grupo de pintores, amigos del ingeniero Marte R. Gómez, se complace en invitar a usted cordialmente a participar en el banquete que, como testimonio de simpatía al sagaz conocedor del arte mexicano moderno, a cuyo florecimiento ha prestado entusiasta y eficaz apoyo desde hace un cuarto de siglo, se le ofrecerá en el restaurante Chapultepec el viernes 31 de mayo de 1946.
Para Marte R. Gómez, coleccionar era un deber patriótico para devolverle su lugar al arte mexicano.
Diego Rivera y Juan O'Gorman por alguna razón retiraron sus autorretratos hasta que en 1951 los regalaron oficialmente.
De esta serie, que originalmente consta de 40 autorretratos, 38 pertenecen al acervo de Museo Soumaya en la Ciudad de México; los dos restantes permanecen bajo resguardo de los descendientes de Marte R. Gómez, y son los que corresponden a Diego Rivera y Frida Kahlo.